# Złatoust

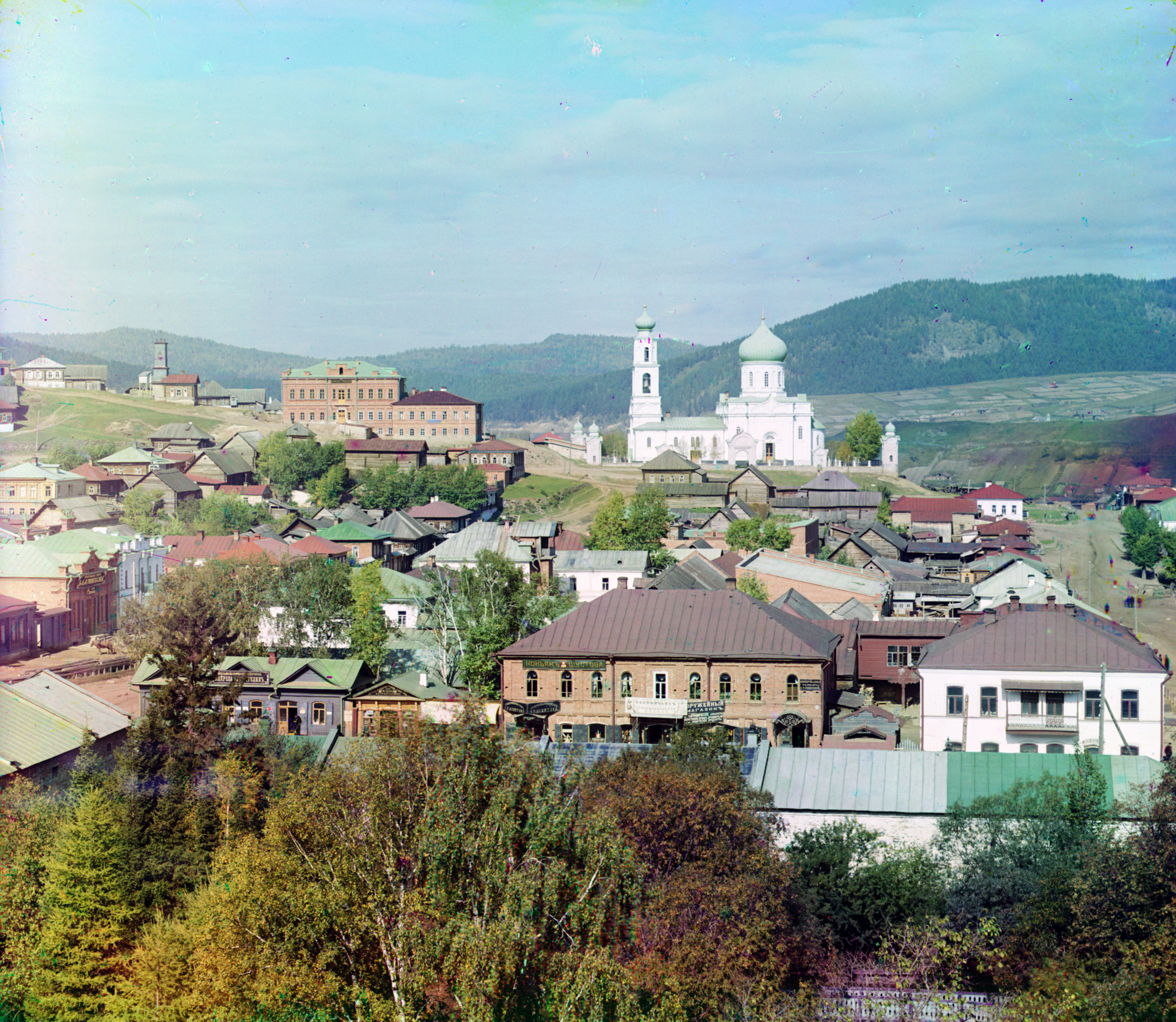
Miasto na zdjęciu Siergieja Prokudina-Gorskiego, pioniera fotografii kolorowej, początek XX wieku

Złatoust (ros. Златоуст) – miasto w Rosji, w obwodzie czelabińskim, nad rzeką Aj (dorzecze Wołgi), przy linii kolejowej Ufa-Czelabińsk. Około 163,9 tys. mieszkańców. Nazwa pochodzi od św. Jana Chryzostoma (z gr. – Złotoustego). W mieście działa sieć tramwajowa.
W mieście rozwinął się przemysł hutniczy, maszynowy, metalowy, spożywczy oraz obuwniczy.
Znajduje się tu siedziba zarządu Parku Narodowego „Zigalga”.

## Urodzeni w Złatouście
- Swietłana Iszmuratowa (ur. 1972) – biathlonistka
- Anatolij Karpow (ur. 1951) – mistrz szachowy
- Natalja Snytina (ur. 1971) – biathlonistka
- Lidija Skoblikowa (ur. 1939) – rosyjska łyżwiarka szybka reprezentująca ZSRR
- Borys Szaposznikow (1882–1945) – marszałek Armii Czerwonej